# Полиб (Антеноров син)
Полиб је у грчкој митологији био син Антенора.

## Митологија
Описан је у „Илијади“, као син Антенора и Теано. Убио га је Неоптелем у тројанском рату.